# Пурани

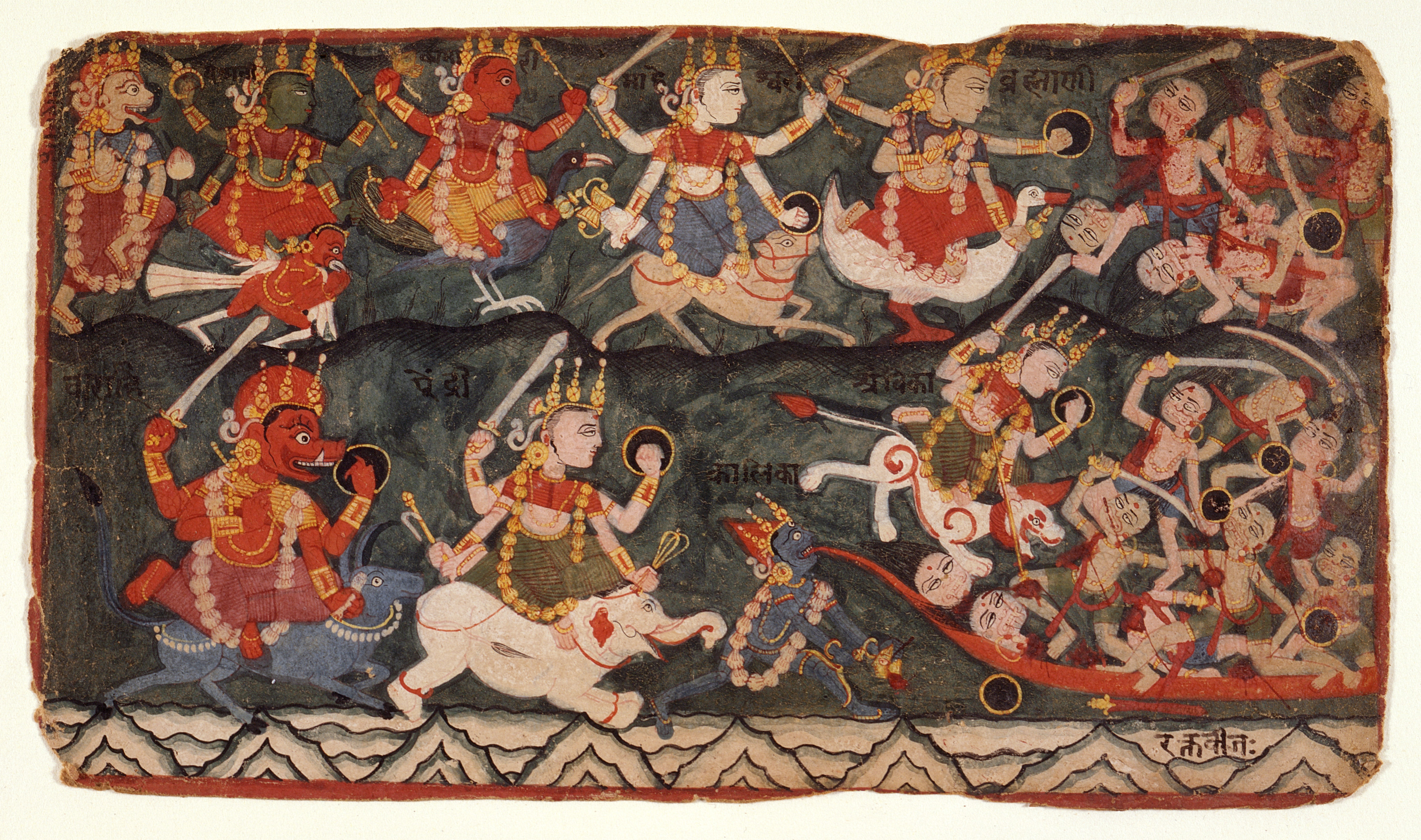
Богиня Дурґа веде вісім матрік на битву проти демона Рактавіджі. Зображення з Маркадея-Пурани.

Пура́ни (санскр. पुराण, purāṇa IAST, «сказання») — індуїстські релігійні тексти, в яких розповідається історія Всесвіту від створення до знищення, генеалогія монархів, героїв, мудреців та напівбогів, опис космології, філософії та географії індуїзму. Пурани зазвичай надають перевагу одному божеству та часто використовують релігійні та філософські поняття. Вони як правило написані у вигляді історій, які одна людина розповідає іншій. Використовуються також у буддизмі і джайнізмі.

## Короткі відомості
Людиною, що уклала Пурани, традиційно вважається В'яса, на початку Калі-юґи (кінець IV тисячоліття до н.е.), який також розповів Махабхарату. Найстаріші письмові версії пуран датуються часом Імперії Гуптів (3-5 століття н. е.), а більша частина з решти матеріалу також датується цим часом або наступними століттями за допомогою історичних згадок. Ймовірно, тексти писалися у різних частинах Індії. Пурани містять спільні ідеї, але неможливо простежити напрямки впливу від одної пурани до іншої, через що ці тексти зазвичай розглядають як єдине ціле. У будь-якому випадку, дата запису текстів не відповідає даті їх дійсного створення. З одного боку пурани існували в усній формі до того, як їх було записано, а з іншого боку, їх було значно модифіковано до 16 століття, з якого залишилося більшість письмових документів, а до деякої мірі й після цього часу.
Найперша згадка про Пурани міститься в «Чхандоґ'я-упанішаді» (7.1.2), де до мудреця Наради звертаються як до «ітіхаса-пуранам панчамам веданам». «Чхандоґ'я-упанішада» дає Пуранам й Ітіхасам статус «п'ятої Веди» або «Панчама-веда». У «Ріґ-веді» слово «пурана»згадується багато разів, але вчені вважають, що в даному випадку воно використовується просто в значенні «стародавній».
Існує багато текстів, які називають «Пурани». Найбільш значущими з них є:
- Маха-пурана і Упа-пурана — основні пуранічні писання.
- Стгала-пурана — писання, в яких підносяться певні індуїстські храми. У них також описується історія створення храмів.
- Кула-пурана — писання, в яких розповідається про походження варн та пов'язаних з цим історій.

## Класифікація
Пурани діляться на Маха- («великі») і на Упа- («додаткові»).
Згідно з «Матсья-пураною» в них викладаються п'ять основних предметів, які називаються Панча-лакшана («п'ять відмінних рис»):
1. Санга - створення всесвіту.
2. Пратісарґа - другорядні творіння, повторне творіння після руйнування.
3. Вамша - генеалогія богів і мудреців.
4. Манвантара - створення людської раси[9].
5. Вамшанучарітам - історії династій.

Більшість Маха-пуран і Упа-пуран описують ці теми, хоча частина їхніх текстів присвячена також історичній та релігійній тематиці.
У кожній з Пуран зазвичай славиться певне божество (Шива, Вішну або Крішна). У Пуранах викладається велика кількість релігійних та філософських концепцій, таких як бгакті та санкх'я.
В Індії, Пурани перекладені місцевими мовами і розповсюджуються вченими-брахманами, які їх публічно читають або розповідають історії з них на особливих зборах, які називаються «катга» - мандрівний брахмана зупиняється на декілька тижнів в якому-небудь храмі і розповідає історії з Пуран групам індусів, які збираються спеціально для цієї мети. Ця релігійна практика особливо характерна для традицій бгакті в індуїзмі.

## Маха-пурани

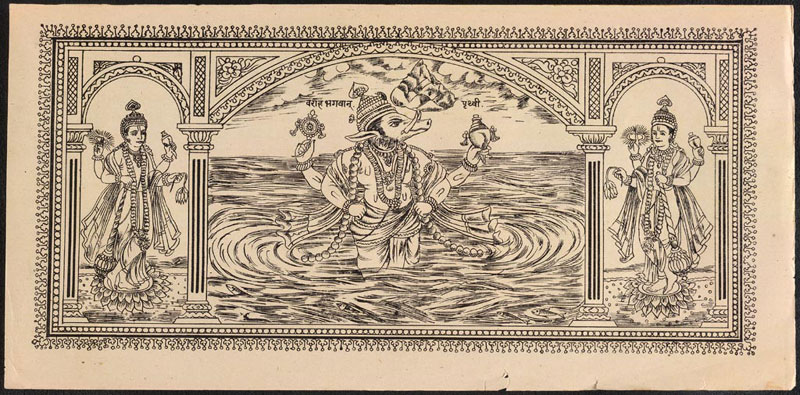
Ілюстрація до «Вараха-пурани»

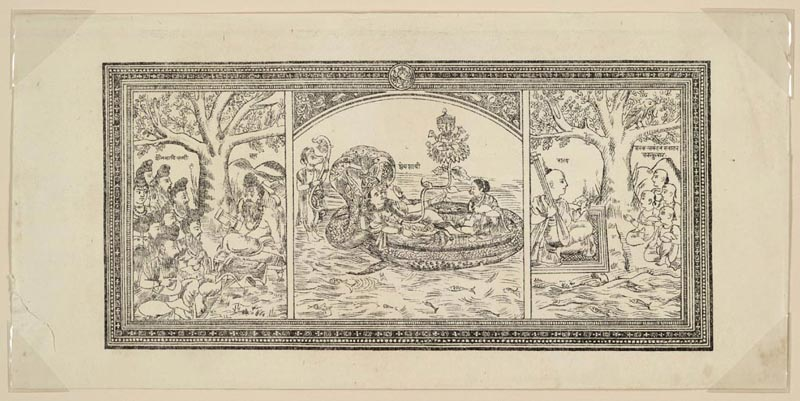
У «Нарада-пурані» описується будова космосу. На ілюстрації зображено Вішну що лижить на Шеша-нагі зі своєю дружиною Лакшмі. Також зображені Нарада та Брахма.

Традиційно існують 18 Маха-пуран і 18 Упа-пуран. У кожній Маха-пурані нараховується 18 «канонічних»Пуран, причому ці списки іноді відрізняються один від одного в залежності від часу складання певної Пурани. Поєднавши списки, перераховані в різних Пуранах,Діммітт і ван Буітенен склали свій список з двадцяти основних Маха-пуран, куди крім 18 «традиційних» також включили «Харівамшу» (яку часто відносять до «Махабхарати») і «Ваю-пурани».
У загальноприйнятий перелік 18 Маха-пуран входять:
1. Аґні-пурана  (15,400 текстів)
2. Бгаґавата-пурана (18,000 текстів). Найвідоміша з Пуран.[12] Основна тема, викладена в ній, це Вішну-бгакті. У ній також містяться історії різних аватар Вішну. У десятій (найоб'ємнішій) пісні викладається історія Крішни, причому можливо вперше на санскриті описуються його дитячі ігри, які згодом набули великого значення в рухах бгакті.[13]
3. Бхавіш'я-пурана (14,500 текстів)
4. Брахма-пурана (24,000 текстів)
5. Брахманда-пурана  (12,000 текстів; включає в себе «Лаліта-сахасранамам»)
6. Брахмавайварта-Пурана (18,000 текстів)
7. Ґаруда-пурана (19,000 текстів)
8. Курма-пурана (17,000 текстів)
9. Лінґа-пурана (11,000 текстів)
10. Маркандея-пурана (9,000 текстів; включає в себе «Деві-Махатма»)
11. Матсья-пурана (14,000 текстів)
12. Нарада-пурана (25,000 текстів)
13. Падма-пурана (55,000 текстів)
14. Шіва-пурана (24,000 текстів)
15. Сканда-пурана (81,100 текстів), можливо найбільша з усіх Пуран.[14]
16. Вамана-пурана (10,000 текстів)
17. Вараха-пурана (10,000 текстів)
18. Вішну-пурана (23,000 текстів)

### Розподіл Пуран за Трімурті
Маха-пурану також прийнято ділити на три категорії згідно з Трімурті:
- Брахма Пурани:
  - Брахма-пурана
  - Брахманда-пурана
  - Брахмавайварта-Пурана
  - Маркандея-пурана
  - Бхавіш'я-пурана
- Вішну Пурани:
  - Вішну-пурана
  - Бгаґавата-пурана
  - Нарада-пурана
  - Ґаруда-пурана
  - Падма-пурана
  - Вараха-пурана
  - Вамана-пурана
  - Курма-пурана
  - Матсья-пурана
  - Калкі-пурана
- Шива Пурани:
  - Шива-пурана
  - Лінґа-пурана
  - Сканда-пурана
  - Аґні-пурана
  - Ваю-пурана

### Розподіл Пуран за ґунами
Відповідно до класифікації, описаної в самих Пуранах, вони поділяються на три категорії відповідно до трьох ґун (якостей) матеріальної природи - доброти, пристрасті та невігластва. Говориться, що шість із Маха-пуран особливо сприятливі для вивчення тим, хто знаходиться в ґуні доброти, шість для тих, хто знаходиться в ґуні пристрасті, і шість для тих хто перебуває під впливом ґуни невігластва. Згідно з «Падма-пурані»  до цих трьох категорій відносяться такі Пурани:
- Саттва («добрість»): Вішну-пурана, Бгаґавата-пурана, Нарадея-пурана, Ґаруда - пурана, Падма-пурана, Вараха-пурана
- Раджас («пристрасть»): Брахманда-пурана, Брахма-вайварта-пурана, Маркандея-пурана, Бхавішья-пурана, Вамана-пурана, Брахма-пурана
- Тамас («інертність»): Матсья-пурана, Курма-пурана, Лінґа-пурана, Шива-пурана, Сканда-пурана, Аґні-пурана

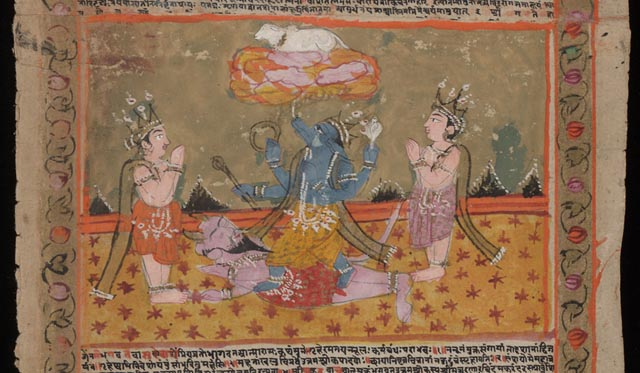
Ілюстрація до «Бгаґавата-пурани» зображає Вараху.

## Упа - пурани
Існують 18 Упа - пуран:
1. Бріхана - нарадія - пурана
2. Бхаргава - пурана
3. Варуна - пурана
4. Васиштха - пурана
5. Ганеша - пурана
6. Деві-Бхагават-пурана
7. Дурваса-пурана
8. Калкі-пурана
9. Капіла - пурана
10. Мудгала - пурана
11. Нанді - пурана
12. Нарасімха - пурана
13. Парашара - пурана
14. Самба - пурана
15. Санат-Кумара-пурана
16. Сурья - пурана
17. Хамса - пурана .
18. Шива-рахасья-пурана

Існують різні версії і редакції цих Пуран. «Ганеша - пурана» і «Мудгала - пурана» присвячені Ганеші.
«Деві - Бхагават- пурана» звеличує Дургу як Верховну Богиню . Поряд з «Деві - Махатми» з « Маркандея - пурани» і «Каліка - пурану» вона є основним писанням для послідовників шактизму .

## Інші Пурани в індуїзмі

### Стхала - пурани
У цих текстах описуються історії , пов'язані з різними храмами і святинями (слово  «стхала»  на санскриті означає  «місце» ) . Існують декілька Стхала - пуран ( точна кількість невідома ), більшість з яких написані на новоіндійських мовах, але деякі також і на санскриті. Деякі з санскритських версій з'являються в Маха-пуранах або Упа-пуранах . У традиції індуїзму прийнято вважати, що більшість Стхала-пуран спочатку були написані на санскриті. Деякі з Стхала - пуран :
- Каумаріка Кханда Пурана
- Каусікі Махатми Пурана ( Вісвамітрамахатмая Пурана )
- Куберака Пурана
- Малла Пурана
- Нармада Махатми Пурана
- Прабхас Кханда Пурана
- Сабараматі Пурана ( Сабарматі Махатми Пурана )
- Сарасваті Пурана

### Кула - пурани
У цих текстах в основному описуються касти (слово «кула» на санскриті означає  «сім'я»  або  «плем'я» ) . Вони присвячені опису історії виникнення каст і пов'язаними з цим билинами і легендами. Ці писання є важливим джерелом для ідентифікації каст і часто є предметом суперечок між кастами, що змагаються. Вони записані на новоіндійських мовах і по сьогоднішній день існує усна традиція їх передачі.
Ця література практично не була досліджена, але була досить добре задокументована в розділі « каста »  в документах британського перепису населення в Індії .

## Див також
- Веди
- Упанішади
- Махабхарата